# Eriko Takano
Eriko Takano es profesora de Biología Sintética y directora del Centro de investigación de biología sintética para productos químicos finos y especializados (SYNBIOCHEM) en la Universidad de Mánchester. Desarrolla antibióticos y otros productos químicos de alto valor añadido utilizando herramientas de biología sintética microbiana.

## Biografía
Takano nació en Japón. Estudió farmacia en la Universidad de Kitasato y se graduó en 1985. Después de graduarse, trabajó como investigadora en el Departamento de Genética Kaisha de Meiji Seika. Se mudó al Reino Unido para sus estudios de posgrado, en el Centro John Innes. En 1994 obtuvo su doctorado en la Universidad de Anglia del Este, donde obtuvo una plaza investigadora postdoctoral en el Departamento de Biología Molecular.

## Trayectoria Científica
En 2002, Takano fue nombrada Profesor Asistente en el Departamento de Microbiología de la Universidad de Tubinga. Allí investigó las moléculas de γ-butirolactona, esenciales para regular la producción de antibióticos y la diferenciación morfológica en Streptomyces. Obtuvo una Beca Rosalind Franklin en la Universidad de Groninga en 2006 y fue ascendida a Profesora Asociada en 2010.
En 2012, Takano se convirtió en profesor de biología sintética en la Universidad de Mánchester. Allí lidera el equipo de biotecnología en la Facultad de Biología. Su investigación incluye el uso de biología sintética para la producción de antibióticos, así como el desarrollo de software en bioinformática para diseñar productos naturales. Entre estos últimos destacan antiSMASH y MultiGeneBlast. Estos pueden considerar vías biosintéticas secundarias identificadas a partir de cualquier secuencia genética. La secuenciación ofrece nuevas oportunidades para crear vías de producción de antibióticos. Takano está desarrollando sistemas robóticos para explorar estas vías biosintéticas, probando miles de nuevos compuestos cada año.
Takano es directora del Centro de Investigación de Biología Sintética del Centro Europeo de Excelencia para Químicos Finos y Especializados (SYNBIOCHEM). En 2015, el político británico Vince Cable anunció una inversión en Biología Sintética de 10 millones de libras para el Instituto de Biotecnología de Mánchester (Universidad de Mánchester).

### Premios y honores
Entre sus premios y honores destacan:
- 1993 Premio Lepetit de la Sociedad Italiana de Microbiología General[2]
- 1994 Fundación Natio Naito Kinen Kaigai Ryigaku Jyoseikin[2]
- 2006 Beca Rosalind Franklin[2]

### Publicaciones destacadas
Entre sus publicaciones destacan:
- antiSMASH 3.0—a comprehensive resource for the genome mining of biosynthetic gene clusters[7]
- Tanako, Eriko (2011). «antiSMASH: rapid identification, annotation and analysis of secondary metabolite biosynthesis gene clusters in bacterial and fungal genome sequences». Nucleic acids research 39. PMC 3125804. PMID 21672958. doi:10.1093/nar/gkr466.
- Tanako, Eriko (2013). «antiSMASH 2.0—a versatile platform for genome mining of secondary metabolite producers». Nucleic acids research 41. PMC 3692088. PMID 23737449. doi:10.1093/nar/gkt449.